# بوپن هازاریکا
بوپِن هازاریکا (انگلیسی: Bhupen Hazarika؛ ۸ سپتامبر ۱۹۲۶ – ۵ نوامبر ۲۰۱۱) شاعر، ترانه سرا، آهنگساز، خواننده و فیلمساز اهل کشور هند بود. اغلب اشعار و ترانه‌های وی به زبان آسامی هستند زیرا وی اهل آسام بود.